# Hiroyuki Hasegawa
Hiroyuki Hasegawa (jap. 長谷川 博幸, Hasegawa Hiroyuki; * 19. Januar 1957 in der Präfektur Fukui) ist ein japanischer Badmintonspieler. 

## Karriere
Hiroyuki Hasegawa gewann 1980, 1982 und 1983 die japanischen Meisterschaften im Herreneinzel. 1982 siegte er ebenfalls im Herrendoppel mit Yukihiro Miyamoto. 1987 war er noch einmal im Mixed mit Hiromi Moriyama erfolgreich. Im Thomas Cup 1982 wurde er Fünfter mit dem japanischen Herrenteam. Bei seinen Teilnahmen an den Weltmeisterschaften 1980, 1983 und 1985 konnte er bei fünf Starts dreimal bis in die zweite Runde vordringen.
1992 war Hasegawa Coach der japanischen Badmintonmannschaft bei den Olympischen Spielen in Barcelona. 2007 „team leader“ bei der Universiade in Bangkok.

## Sportliche Erfolge
| Saison | Veranstaltung                | Disziplin    | Platz | Name                                  |
| ------ | ---------------------------- | ------------ | ----- | ------------------------------------- |
| 1980   | Japan: Einzelmeisterschaften | Herreneinzel | 1     | Hiroyuki Hasegawa                     |
| 1982   | Thomas Cup                   | Herrenteam   | 5     | Japan                                 |
| 1982   | Japan: Einzelmeisterschaften | Herreneinzel | 1     | Hiroyuki Hasegawa                     |
| 1982   | Japan: Einzelmeisterschaften | Herrendoppel | 1     | Hiroyuki Hasegawa / Yukihiro Miyamoto |
| 1983   | Japan: Einzelmeisterschaften | Herreneinzel | 1     | Hiroyuki Hasegawa                     |
| 1987   | Japan: Einzelmeisterschaften | Mixed        | 1     | Hiroyuki Hasegawa / Hiromi Moriyama   |